# Zbigniew Grzesiak (polityk)
Zbigniew Grzesiak (ur. 28 listopada 1943 w Krzesku) – polski inżynier i nauczyciel, samorządowiec, w latach 1990–2010 burmistrz Mińska Mazowieckiego.

## Życiorys
Ukończył Technikum Budowlane w Mińsku Mazowieckim oraz studia na Wydziale Inżynierii Lądowej Politechniki Warszawskiej, następnie studiował podyplomowo technologię prefabrykatów betonowych i żelbetowych oraz pedagogikę. Od 1971 do 1990 zatrudniony w Przedsiębiorstwie Budownictwa Rolniczego w Mińsku Mazowieckim, m.in. jako kierownik budowy oraz wicedyrektor przedsiębiorstwa. Od 1978 pracował jako nauczyciel w Zespole Szkół Zawodowych nr 1 w Mińsku Mazowieckim.
W wyborach samorządowych z 26 maja 1990 uzyskał mandat radnego Rady Miejskiej w Mińsku Mazowieckim. 20 czerwca tego samego roku został wybrany na burmistrza przez Radę Miejską. Reelekcję na to stanowisko uzyskiwał w latach 1994 i 1998 (poprzez wybór pośredni) oraz w latach 2002 i 2006 (w wyborach bezpośrednich). W latach 90. był także delegatem województwa siedleckiego do Krajowego Konwentu Wójtów, Burmistrzów i Prezydentów Gmin Polskich.
Pozostaje bezpartyjny, w 1993 ubiegał się o mandat senatora z ramienia BBWR. Był jednym z burmistrzów najdłużej sprawujących swą funkcję w III RP. W wyborach w 2010 nie ubiegał się o reelekcję na stanowisko burmistrza. Został natomiast wybrany do rady powiatu mińskiego, utrzymując mandat również w 2014 i 2018. Nie uzyskał reelekcji w wyborach w 2024. W 2011 był kandydatem na senatora (nie uzyskał mandatu).